# Touillon
Touillon é uma comuna francesa na região administrativa da Borgonha-Franco-Condado, no departamento de Côte-d'Or. Estende-se por uma área de 37,92 km². Em 2010 a comuna tinha 477 habitantes (densidade: 12,6 hab./km²).